# Anne Lykke
Anne Lykke (* 30. April 1595 auf Burg Vordingborg; † 1641) war eine dänische Adlige, die 1626 wegen eines Verhältnisses mit Kronprinz Christian verhaftet wurde.

## Leben
Anne Lykke war die Tochter von Henrik Lykke (1555–1611) und Karen Frandsdatter Banner (1559–1616). Ihr Vater war Lehnsmann von Vordingborg und zeitweise auch von Kalø. 1596 wurde er in den Reichsrat aufgenommen. Sie hatte zwei ältere und einen jüngeren Bruder. Um 1615 heiratete sie Cai Rantzau (1591–1623), den älteren Sohn des Statthalters von Kopenhagen Breide Rantzau auf Rantzausholm (1556–1618) und Halbbruder des späteren Reichshofmeisters Frants Rantzau. Cai Rantzau hatte die Lehnsmannschaft von Kopenhagen und weiteren Gebieten inne. Mit ihm lebte sie zunächst in Kopenhagen, wo ihre Tochter Sophie (1616–1635) geboren wurde, und ab 1620 auf Schloss Kalundborg. Als König Christian IV. 1621 in den Dreißigjährigen Krieg eingriff, wurde Cai Rantzau zum Generalkriegskommissar der Truppen in Holstein ernannt und nach Mecklenburg entsandt. Kurz nach seiner Rückkehr starb er am 5. April 1623 in Kalundborg. Als seine Witwe bekam Anne Lykke die Lehnsherrschaft ihres Mannes übertragen, zog aber wieder nach Kopenhagen, wo Hofmeisterin der Kinder des Königs mit dessen morganatischer Ehefrau Kirsten Munk war.

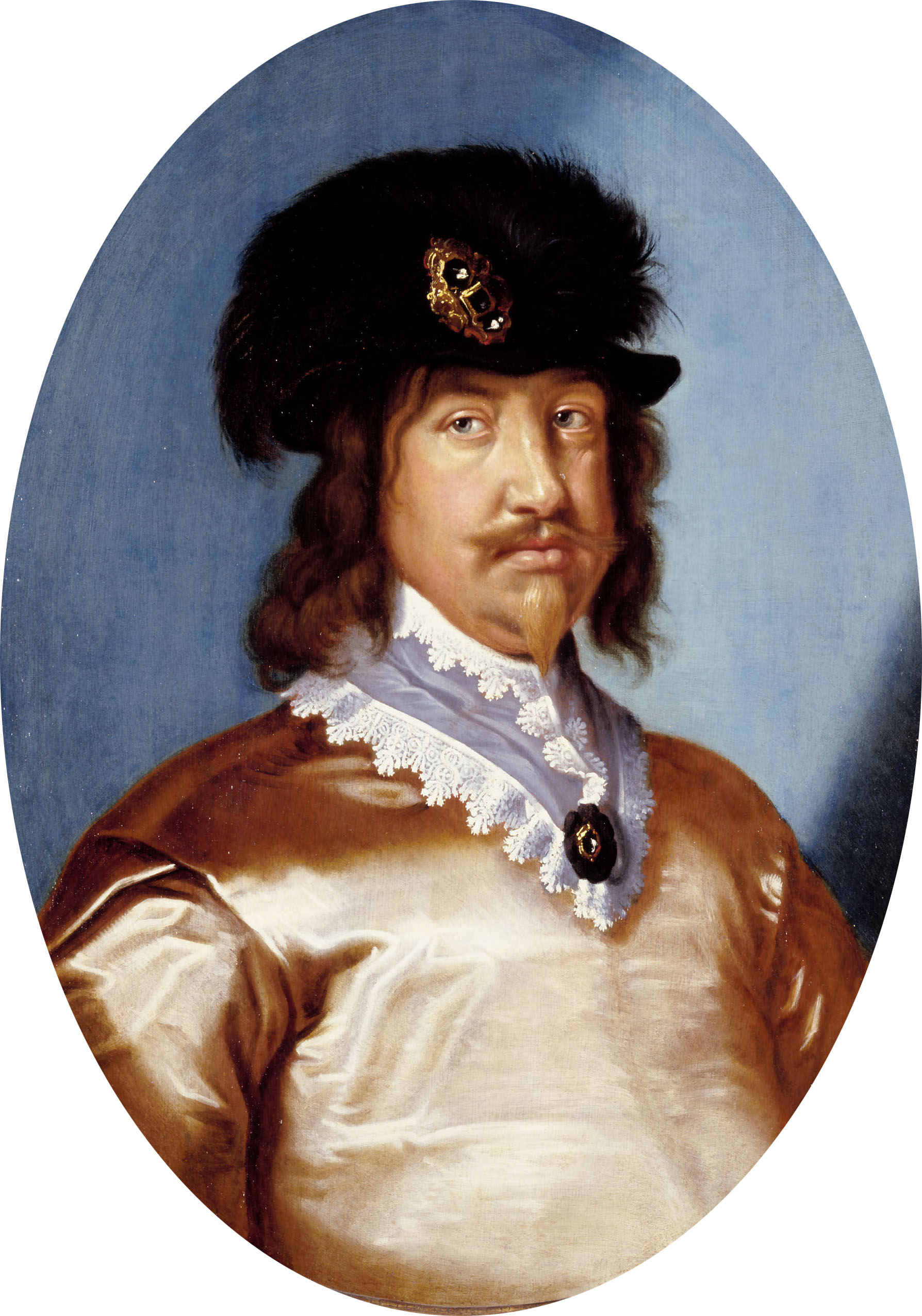
Erbprinz Christian

1625 weilte der König als Kreisobrist des Niedersächsischen Reichskreises in Deutschland und überließ seinem Sohn die Regierung in Kopenhagen. Zu dieser Zeit begannen der junge Kronprinz und die acht Jahre ältere Witwe ein Verhältnis, was den Prinzen von der Ausübung seiner Regierungspflichten abhielt. Als der König zurückkehrte, ließ er Anne Lykke deshalb ohne Gerichtsverfahren in Nyborg verhaften und in der Festung Bohus einsperren und ihr die Lehnsherrschaften entziehen. Diese Verhaftung einer Adligen verstieß gegen das Gesetz und verschlechterte das ohnehin schlechte Verhältnis zwischen dem König und dem Adel. Da Anne Lykke die Bedingungen ablehnte, die der König für eine Freilassung stellte, nämlich dass ihre Tochter in Obhut von Verwandten bleiben sollte und sie selbst ihr Gut nicht verlassen dürfte, wurde ihre Haft verschärft und sie wurde 1627 auf die Kronborg in Helsingør verlegt. Gleichzeitig wurden Gerüchte verbreitet, sie habe die als Hexe verdächtigte Lamme Heine beauftragt, Schadenszauber gegen den König und den Prinzen zu verüben. Deshalb sollte ihr beim Herrentag auf Schloss Kronborg im selben Jahr der Prozess gemacht werden. Dieser jedoch fand in Folge der Besetzung Jütlands durch kaiserliche deutsche Truppen nicht statt. Anne Lykke klagte vor dem Reichsrat. Die Mutter des Königs, Sophie von Mecklenburg, und andere Adlige setzten sich für sie ein, so dass sie 1628 freigelassen wurde sowie ihre Tochter und ihre Güter zurückerhielt, aber verpflichtet wurde, ihren Wohnsitz Harridslevgaard auf Fünen nicht zu verlassen.
Im folgenden Jahr 1629 ging sie eine zweite Ehe mit Knud Ulfeldt (1600–1646), dem ältesten Sohn des Reichskanzlers Jakob Ulfeldt (1567–1630) und Bruder von Corfitz Ulfeldt, ein. Ihre Tochter verheiratete sie 1631 mit Laurids Ulfeldt (1605–1659), einem jüngeren Bruder ihres Mannes. Knud Ulfeldt verlor sein Amt als königlicher Marschall nach der Hochzeit, obwohl er durch die Verlobungen zweier seiner Brüder mit Töchtern des Königs aus dessen Ehe mit Kirsten Munk in enger familiärer Beziehung zum Königshaus stand. Trotz der offensichtlichen königlichen Ungnade nahmen Anne Lykke und Knud Ulfeldt 1634 im dänischen Gefolge an der pompösen Hochzeit des Kronprinzen mit Magdalena Sibylla von Sachsen in Dresden teil. 
Annes Tochter Sophie starb bereits 1635, nachdem sie drei Kinder geboren hatte, von denen aber keins das Säuglingsalter überlebte. Nach Anne Lykkes Tod 1641 erhielt ihr Mann ein neues Hofamt. Ihr Bruder Frands Lykke (1590–1655) überlebte sämtliche Geschwister und häufte als Erbe so großen Reichtum auf, dass König Christian IV.  kurz vor seinem Tod plante, seinen unehelichen Sohn Ulrich Christian Gyldenløve mit Lykkes Tochter Christence zu verheiraten.